# Jacob Barnabas Chacko Aerath
Jacob Barnabas Chacko Aerath (Karikulam, 7 dicembre 1960 – Nuova Delhi, 26 agosto 2021) è stato un vescovo cattolico indiano della Chiesa cattolica siro-malankarese.

## Biografia
Jacob Barnabas Chacko Aerath nacque a Karikulam il 7 dicembre 1960 da Shri Geevarghese e Rachel. Era il maggiore di otto figli e aveva tre fratelli e cinque sorelle. Tre sorelle sono religiose delle suore dell'imitazione di Cristo.

### Formazione e ministero sacerdotale
Frequentò la scuola a Ranni e poi il Mar Ivanios College a Trivandrum per il corso pre-diploma.
Nel 1975 entrò nella Congregazione dell'imitazione di Cristo. Completò il noviziato nel monastero Thapovanam Betania Monastero ad Aluva e nel 1979 emise la prima professione. Seguì il corso di preparazione teologica presso il Pontificio Seminario di Pune e poi studiò filosofia e teologia cattolica al Jnana Deepa Vidhyapeeth di Pune. Il 15 maggio 1985 emise la professione solenne.
Il 2 ottobre 1986 fu ordinato presbitero nel monastero Monte Betania a Mylapra da monsignor Benedict Varghese Gregorios Thangalathil, arcieparca metropolita di Trivandrum dei siro-malankaresi. In seguito fu procuratore della sua congregazione e vice-rettore del pre-noviziato. Venne quindi inviato a Roma per studi. Nel 1995 conseguì il dottorato in teologia morale con una tesi intitolata The Ethical Meaning of the Malankara Liturgy of Marriage. A Study on the Relationship Between Liturgy and Ethos (Il significato etico della liturgia malankarese del matrimonio. Uno studio sul rapporto tra liturgia ed ethos). Tornato in patria fu superiore della Bethany Ashram e rettore del seminario della sua congregazione a Pune. Fu anche professore e decano presso il dipartimento di teologia pastorale e morale del Jnana Deepa Vidhyapeeth di Pune e professore invitato presso il seminario maggiore malankarese. Dal 2000 fu provinciale della nuova provincia Bethany Navajyothi per due mandati. In seguito prestò servizio come maestro dei novizi della provincia di Navajyothy ad Aluva.

### Ministero episcopale
Il 7 febbraio 2007 papa Benedetto XVI lo nominò visitatore apostolico per i fedeli siro-malankaresi dell'India fuori dal territorio proprio e vescovo titolare di Bapara. Ricevette l'ordinazione episcopale il 10 marzo successivo nella cattedrale di Santa Maria a Trivandrum dall'arcivescovo maggiore di Trivandrum dei siro-malankaresi Baselios Cleemis (Isaac) Thottunkal, co-consacranti l'Marthandom Yoohanon Chrysostom Kalloor e quello di Battery Geevarghese Divannasios Ottathengil. Il 22 dello stesso mese inaugurò il suo ministero a Nuova Delhi.
Nel marzo del 2011 compì la visita ad limina.
Il 26 marzo 2015 papa Francesco lo nominò primo eparca dell'eparchia di San Giovanni Crisostomo di Gurgaon. Prese possesso dell'eparchia il 1º maggio successivo con una cerimonia nella cattedrale di Santa Maria a Gurgaon.
Nel settembre del 2019 compì una seconda visita ad limina.
Dopo lo scoppio della pandemia di COVID-19 in India nel marzo del 2020, Aerath fece una campagna in particolare per i poveri e i senzatetto nell'area della sua eparchia e organizzò la distribuzione di cibo e articoli per l'igiene.
Morì al Fortis Hospital di Nuova Delhi alle 13:30 del 26 agosto 2021 all'età di 60 anni per COVID-19. Le esequie si tennero il 28 agosto alle ore 10 nella cattedrale di Santa Maria a Gurgaon.
Oltre al malayalam, parlava l'inglese, il tedesco, l'italiano e l'hindi.

## Opere
- Liturgy and Ethos a Study Based on the Malankara Liturgy of Marriage, vol. 8, Roma, Mar Thoma Yogam, 1995,  pp. xix, 296.
- Cultural parenesis and christian ethos, in Vidyajyoti Journal of Theological Reflections, vol. 62, n. 11, 1998,  pp. 824-830.
- con Chacko Aerath, George Menachery e Selvister Ponnumuthan, Christian contribution to nation building: a third millenium enquiry, Kochi, Palarivattam, 2004,  p. 440.

## Genealogia episcopale
La genealogia episcopale è:
- Patriarca Ignatius Abded Mshiho II
- Catholicos Baselios Geevarghese I
- Arcivescovo Ivanios Givergis Thomas Panickerveetil
- Arcivescovo Benedict Varghese Gregorios Thangalathil, O.I.C.
- Arcivescovo Cyril Baselios Malancharuvil, O.I.C.
- Cardinale Baselios Cleemis (Isaac) Thottunkal
- Vescovo Jacob Barnabas Chacko Aerath, O.I.C.